# Parafia św. Mikołaja i Wniebowzięcia Najświętszej Maryi Panny w Mroczy
Parafia św. Mikołaja i Wniebowzięcia Najświętszej Maryi Panny w Mroczy – parafia rzymskokatolicka w dekanacie Mrocza, diecezji bydgoskiej.

## Historia
Początki parafii sięgają XIV w. W XVII i XVIII wieku wzmiankowane są dwa kościoły w Mroczy, św. Mikołaja i szpitalny św. Krzyża. Wojny szwedzkie spowodowały zniszczenia oraz wyludnienie miasta i wsi przyległych. Z lat 1456–1652 pochodzą informacje o koronacji obrazu Matki Boskiej Częstochowskiej. Obecny kościół parafialny w Mroczy wybudowany został w latach 1931-1932 z zachowanym wyposażeniem wcześniejszych świątyń. Konsekrowany przez biskupa Lucjana Bernackiego w 1963 roku. W 1939 roku kościół został zamknięty przez Niemców, a pracujący w nim księża: Rochowiak (proboszcz) i Walkowski zostali zamordowani w Paterku w nocy 11/12.10.1939 r.

## Grupy parafialne
Grupa AA, Grupa Charytatywna, grupa Modlitewna Miłosierdzia Bożego, KSM, Ognisko Misyjne, Pomocnicy Maryi, Stowarzyszenie Wspierania Powołań Kapłańskich, Rodzina Radia Maryja, Służba Liturgiczna, Towarzystwo Św. Wojciecha, Żywy Różaniec. 

## Kaplice
- Kosowo - św. Maksymiliana Kolbe.
- Wyrza - św. Kazimierza Króla.